# Transeius patellae
Transeius patellae är en spindeldjursart som först beskrevs av Wolfgang Karg 1982.  Transeius patellae ingår i släktet Transeius och familjen Phytoseiidae. Inga underarter finns listade i Catalogue of Life.